# Bettange
Bettange (fràncic lorenès Bétting) és un municipi francès situat al departament del Mosel·la i a la regió del Gran Est. L'any 2007 tenia 210 habitants.

## Demografia

### Població
El 2007 la població de fet de Bettange era de 210 persones. Hi havia 72 famílies, de les quals 12 eren unipersonals (4 homes vivint sols i 8 dones vivint soles), 20 parelles sense fills, 36 parelles amb fills i 4 famílies monoparentals amb fills.
La població ha evolucionat segons el següent gràfic:
Habitants censats

### Habitatges
El 2007 hi havia 81 habitatges, 79 eren l'habitatge principal de la família i 2 estaven desocupats. 70 eren cases i 11 eren apartaments. Dels 79 habitatges principals, 65 estaven ocupats pels seus propietaris, 12 estaven llogats i ocupats pels llogaters i 2 estaven cedits a títol gratuït; 2 tenien dues cambres, 7 en tenien tres, 22 en tenien quatre i 48 en tenien cinc o més. 64 habitatges disposaven pel capbaix d'una plaça de pàrquing. A 21 habitatges hi havia un automòbil i a 48 n'hi havia dos o més.

### Piràmide de població
La piràmide de població per edats i sexe el 2009 era:
| Homes | Edats   | Dones |
| ----- | ------- | ----- |
| 0     | 95 o +  | 0     |
| 0     | 90 a 94 | 0     |
| 0     | 85 a 89 | 0     |
| 0     | 80 a 84 | 0     |
| 4     | 75 a 79 | 4     |
| 4     | 70 a 74 | 12    |
| 0     | 65 a 69 | 0     |
| 4     | 60 a 64 | 4     |
| 0     | 55 a 59 | 4     |
| 0     | 50 a 54 | 4     |
| 8     | 45 a 49 | 0     |
| 8     | 40 a 44 | 8     |
| 0     | 35 a 39 | 8     |
| 8     | 30 a 34 | 8     |
| 4     | 25 a 29 | 12    |
| 0     | 20 a 24 | 4     |
| 4     | 15 a 19 | 0     |
| 8     | 10 a 14 | 4     |
| 0     | 5 a 9   | 12    |
| 12    | 0 a 4   | 8     |

## Economia
El 2007 la població en edat de treballar era de 134 persones, 105 eren actives i 29 eren inactives. De les 105 persones actives 101 estaven ocupades (58 homes i 43 dones) i 4 estaven aturades (2 homes i 2 dones). De les 29 persones inactives 4 estaven jubilades, 5 estaven estudiant i 20 estaven classificades com a «altres inactius».

### Ingressos
El 2009 a Bettange hi havia 76 unitats fiscals que integraven 198,5 persones, la mediana anual d'ingressos fiscals per persona era de 18.747 €.

### Activitats econòmiques
Dels 6 establiments que hi havia el 2007, 4 eren d'empreses de construcció, 1 d'una empresa de comerç i reparació d'automòbils i 1 d'una empresa immobiliària.
Dels 3 establiments de servei als particulars que hi havia el 2009, 1 era un paleta, 1 guixaire pintor i 1 fusteria.
L'únic establiment comercial que hi havia el 2009 era una adrogueria.
L'any 2000 a Bettange hi havia 7 explotacions agrícoles que ocupaven un total de 252 hectàrees.

## Poblacions més properes
El següent diagrama mostra les poblacions més properes.